# Nessuno siam perfetti, ciascuno abbiamo i suoi difetti
Nessuno siam perfetti, ciascuno abbiamo i suoi difetti è il primo album in studio di Andrea Mingardi, pubblicato nel 1974 e ristampato l'anno successivo dall'Alpharecord (AR 3026).

## Tracce
Testi e musiche di Andrea Mingardi.
1. Gig
2. Ho sposato una femmina francese
3. Saponetta
4. Azidant a cal de'
5. Dal tajadel
6. Al leder
7. Un fat
8. Anniversario
9. A io' vest un marzian
10. Immazinares